# Milly Zirker
Milly Zirker (* 4. Januar 1888 in Köln; † 12. April 1971 in Miami, Florida) war eine politisch engagierte deutsche Journalistin jüdischer Abstammung.

## Leben
Milly Zirker war die Tochter des Hutfabrikanten Adolf Zirker und seiner Ehefrau Amalie (Malchen), geb. Lindeck. Sie selbst ist keine Ehe eingegangen und hat keine Nachkommen.
In der Zeit der Weimarer Republik arbeitete sie als Journalistin beim Berliner 8 Uhr-Abendblatt. Sie war Mitglied der Deutschen Liga für Menschenrechte. In deren Rahmen fand sie Kontakt zu namhaften Publizisten und Pazifisten wie Carl von Ossietzky und Hellmut von Gerlach. 1924 war sie an der kurzlebigen Republikanischen Partei Deutschlands beteiligt. Zwischen 1928 und 1933 schrieb sie 48 Beiträge zur Zeitschrift Die Weltbühne, die Mehrzahl davon unter dem Pseudonym Johannes Bückler.
Als Sekretärin und enge Vertraute folgte sie von Gerlach, der im Frühjahr 1933 emigrierte, nach Paris. Sie engagierte sich dort in verschiedenen Exilorganisationen und war 1935/36 neben Hilde Walter und anderen maßgeblich an der Nobelpreis-Kampagne für Carl von Ossietzky beteiligt. Milly Zirker, die 1936 offiziell vom Deutschen Reich ausgebürgert wurde, floh schließlich 1941 in die USA. Es gibt so gut wie keine Hinweise darauf, dass sie dort an ihr publizistisches oder politisches Engagement wirksam anknüpfen konnte.